# Supermarine Swift
Supermarine Swift là một loại máy bay tiêm kích một chỗ của Anh do công ty Supermarine chế tạo, nó được trang bị cho Không quân Hoàng gia (RAF). Sau một thời gian phát triển kéo dài, Swift được đưa vào trang bị với vai trò tiêm kích đánh chặn, do một loạt các vụ tai nạn, tuổi thọ phục vụ thấp. Biến thể trinh sát ảnh đã giải quyết các vấn đề của Swift.

## Thiết kế và phát triển
Swift được phát triển từ một số mẫu thử, đầu tiên là mẫu thử tiêm kích phản lực Type 510. Nó được thiết kế dựa trên Supermarine Attacker, đây là một loại máy bay tiêm kích phản lực cánh thẳng của Không quân hải quân. Type 510 có thiết kế cánh xuôi sau, bay lần đầu năm 1948; một năm sau khi mẫu thử hải quân đầu tiên của Attacker bay thử. Type 510 trở thành máy bay đầu tiên của Anh có cánh chính xuôi sau và cánh đuôi cũng xuôi sau. Type 510 có sự khác biệt là máy bay cánh xuôi đầu tiên cất hạ cánh từ một tàu sân bay, trong các thử nghiệm của Không quân hải quân (FAA) hoàng gia Anh. Tuy nhiên, mối quan tâm của hải quân hoàng gia (RN) đã nhanh chóng suy giảm, dù các sửa đổi từ hãng Supermarine đã giúp máy bay cải thiện hiệu năng.
Mẫu thử thứ hai là Type 528, bay lần đầu tháng 3/1950. Ngay sau khi bay thử, rất nhiều sửa đổi đã được thực hiện trên cấu trúc máy bay và nó được định danh thành Type 535, bay lần đầu vào tháng 8/1950. Biến thể cuối cùng là Type 541, kiểu mẫu tiền sản xuất của Swift, Bộ hàng không Anh đã đặt mua 100 chiếc để dự phòng trường hợp chương trình Hawker Hunter thất bại. Swift cũng được bộ hàng không coi là một sự thay thế cho Gloster Meteor trong vai trò phòng không.
Type 541 thay động cơ tuabin luồng ly tâm Rolls-Royce Nene bằng động cơ tuabin luồng trục Rolls-Royce AJ.65 và Avon. Khung thân được thiết kế để lắp động cơ Nene nên không phải thiết kế lại cho các đồng cơ nhỏ hơn như AJ.65 và Avon. 2 chiếc Type 541 đã được chế tạo, mẫu thử đầu tiên bay lần đầu năm 1951 và mẫu thử thứ hai bay thử vào năm 1952.

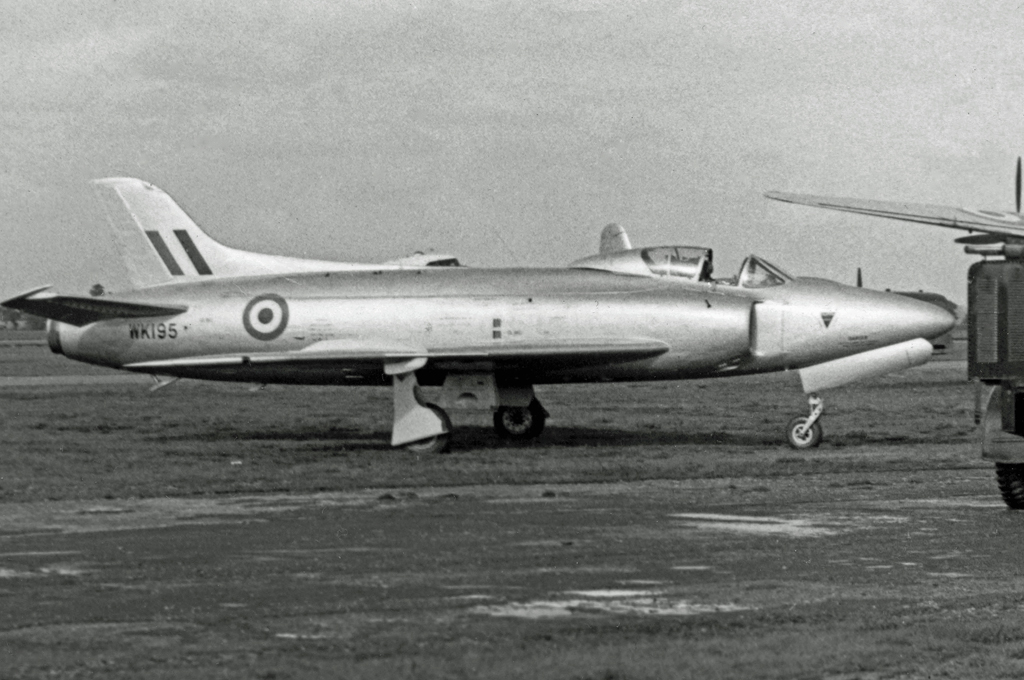
Máy bay thử nghiệm Swift.F.1 của Vickers-Armstrong năm 1953

Swift được ra lệnh sản xuất với "ưu tiên cao", một chính sách do Sir Winston Churchill đưa ra sau khi lên làm Thủ tướng năm 1951, giai đoạn này là giai đoạn căng thẳng giữa NATO và khối Warszawa trong Chiến tranh lạnh khi chiến tranh Triều Tiên nổ ra năm 1950. Biến thể sản xuất đầu tiên là biến thể tiêm kích có tên định danh Swift F Mk 1, 18 chiếc được chế tạo. F.1 được đưa vào trang bị cho Phi đoàn 56 RAF tháng 2/1954, nó là máy bay cánh xuôi sau đầu tiên của RAF. F.1 được trang bị động cơ Avon 109 có lực đẩy7.500 lbf (33,4 kN) và mang 2 khẩu pháo ADEN 30 mm.
Biến thể thứ hai là F Mk 2, có 16 chiếc được chế tạo. Thực chất đây là F.1 thêm 2 khẩu ADEN. Tuy nhiên, việc thêm pháo gây ra các vấn đề về khung thân máy bay dẫn tới nhiều sửa đổi để khắc phục các vấn đề đó.
Biến thể thứ ba của Swift là F Mk 3, có 25 chiếc được chế tạo, trang bị động cơ Avon 114 có chế độ đốt tăng lực. Nó không được RAF trang bị và được dùng để làm mô hình giảng dạy. Biến thể tiếp theo là F Mk.4, cánh đuôi được thay đổi để giải quyết các vấn đề từ các biến thể trước. Và biến thể này đã khắc phục được những vấn đề từ các biến thể trước, nhưng chế độ đốt tăng lực không thực sự hoạt độg hiệu quả khi máy bay ở độ cao lớn, điều này làm tăng thêm những vấn đề mà các biến thể Swift đã bị.

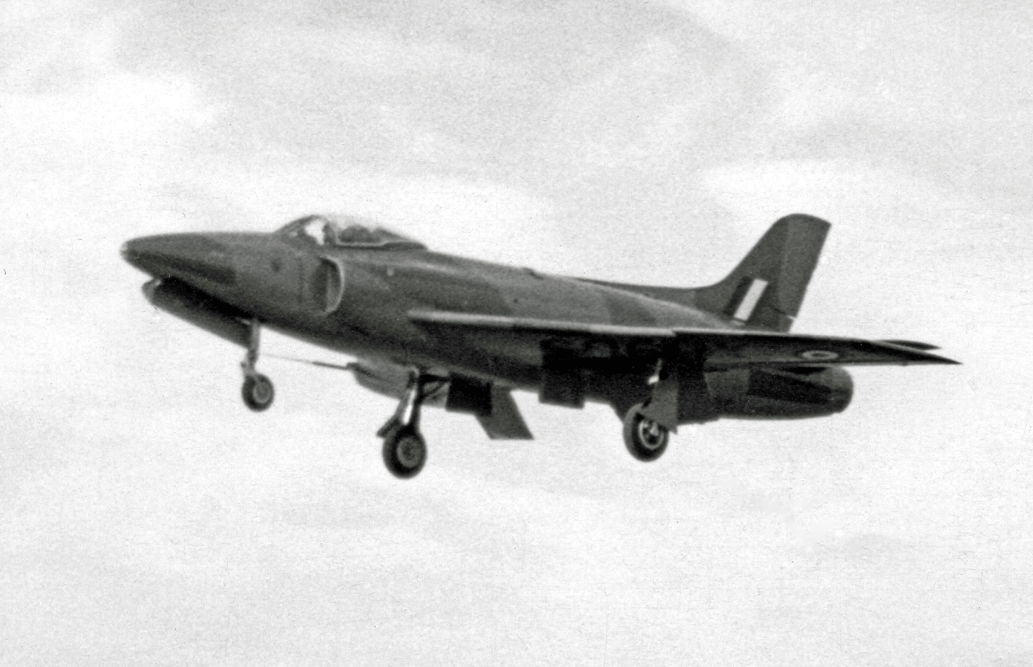
Swift FR.5 hạ cánh trong Triển lãm hàng không Farnborough năm 1955

Biến thể tiếp theo là FR Mk 5, nó có mũi dài hơn để lắp camera cho phép nó trở thành máy bay trinh sát không ảnh. FR 5 cũng được chuyển đổi thành F 1 mang 2 pháo ADEN nếu cần. FR 5 bay thử lần đầu năm 1955 và đưa vào trang bị năm 1956. Nó thực hiện trinh sát chủ yếu ở độ cao thấp.
2 biến thể khác cũng được chế tạo là PR Mk 6, đây là biến thể trinh sát không ảnh không có vũ khí. Tuy nhiên, đây chỉ là chương trình ngắn ngủi do vấn đề về đốt tăng lực. Biến thể cuối cùng là, đây là biến thể đầu tiên của Swift được trang bị tên lửa điều khiển, nó có thể mang tên lửa không đối không Fairey Fireflash và lắp động cơ Avon mới. Chỉ có 14 chiếc được chế tạo và không được đưa vào trang bị của RAF, nó được dùng để thử nghiệm tên lửa điều khiển.

## Lịch sử hoạt động
Bi kịch đã sớm xảy ra trong sự nghiệp của Swift khi F 1 và F 2 xảy ra một số vụ tai nạn, trong đó có những vụ dẫn đến tử vong. F 1 bị cấm bay vào tháng 8 cùng năm đưa vào trang bị trong khi F 2 thay thế F 1 cũng sớm bị cấm bay. Tất cả các biến thể tiêm kích của Swift bị rút khỏi biên chế của RAF sau một thời gian ngắn phục vụ và bị Hawker Hunter thay thế.
FR.5 là biến thể Swift cuối cùng được trang bị cho RAF và cuối cùng bị Hunter FR.10 thay thế, FR.5 rời RAF vào năm 1961. FR 5 được coi thích hợp cho nhiệm vụ của mình và đóng tại căn cứ RAF Germany trong Chiến tranh lạnh. Swift không bao giờ tham chiến khi trong biên chế RAF. Nó đã phá vỡ một số kỷ lục tốc độ vào thời kì đó; tại Libya ngày 26/9/1953, một chiếc F.4 (WK198) do Mike Lithgow điều khiển đã phá vỡ kỷ lục tốc độ thế giới, máy bay đạt tốc độ 737,7 mph (1.187 km/h), dù vậy ngay sau đó 8 ngày một chiếc tiêm kích Douglas Skyray của Hải quân Hoa Kỳ đã lại phá vỡ kỷ lục đó. Swift có điều đặc biệt là máy bay cuối cùng sản xuất ở Anh giữ kỷ lục tốc độ (trước đó còn có máy bay thử nghiệm Fairey Delta 2). Một số chiếc Swift được gửi đến Australia để tham gia Chiến dịch Buffalo năm 1956, nó được dùng làm vật thí nghiệm trong các thử nghiệm bom nguyên tử.
Dù biến thể cuối cùng đã giải quyết các vấn đề nhưng chương trình Swift vẫn bị ngừng lại. Loại máy bay Hunter đã thay thế Swift trong biên chế RAF.

## Quốc gia sử dụng
Anh Quốc
- Không quân Hoàng gia
  - Phi đoàn 2 RAF sử dụng FR 5
  - Phi đoàn 4 RAF sử dụng FR 5
  - Phi đoàn 56 RAF sử dụng F 1 và F 2
  - Phi đoàn 79 RAF sử dụng FR 5

## Những chiếc còn sót lại
- VV106 (Supermarine Type 517) lưu giữ tại Bảo tàng Không quân hải quân hoàng gia Anh, Yeovilton, Anh.
- WK198 (mẫu thử F.4, chỉ có thân) từng giữ kỷ lục vận tốc thế giới, hiện được trưng bày tại Bảo tàng Brooklands, Surrey; đầu tiên thuộc Bảo tàng máy bay North East, Sunderland, Anh, ngày 2/4/2008 nó được chuyển tới Bảo tàng RAF Millom, Cumbria [3], but with that museum's closure in September 2010, WK198 was transferred to Brooklands on ngày 3 tháng 2 năm 2011.
- WK275 (F.4) trưng bày tại Upper Hill, Herefordshire, Anh.
- WK277 (FR.5) trưng bày tại Bảo tàng hàng không Newark, Newark, Anh.
- WK281 (FR.5) trưng bày tại Bảo tàng hàng không quân sự Tangmere, Tangmere, Anh.
- G-SWIF (F.7, the former XF114) lưu giữ tại Solent Sky, Southampton, Anh.

## Tính năng kỹ chiến thuật (Supermarine Swift FR Mk 5)
Dữ liệu lấy từ Supermarine Aircraft since 1914

### Đặc điểm riêng
- Tổ lái: 1
- Chiều dài: 42 ft 3 in (12,88 m)
- Sải cánh: 32 ft 4 in (9,85 m)
- Chiều cao: 13 ft 2 in (4,02 m)
- Diện tích cánh: 328 ft² (30,5 m²)
- Trọng lượng rỗng: 13.435 lb (6.094 kg)
- Trọng lượng cất cánh tối đa: 21.673 lb (9.381 kg)
- Động cơ: 1 động cơ tuabin Rolls-Royce Avon RA.7R/114, lực đẩy 7.175 lbf (31,9 kN), tăng lực 9.450 lbf (42,0 kN)

### Hiệu suất bay
- Vận tốc cực đại: 713 mph (1.148 km/h)
- Tầm bay: 630 mi (1.014 km)
- Trần bay: 45.800 ft (13.960 m)
- Vận tốc lên cao: 74,5 m/s

### Vũ khí
- 2 pháo ADEN
- Bom, rocket.

### Máy bay có cùng sự phát triển
- Supermarine Spiteful
- Supermarine Attacker

### Máy bay có tính năng tương đương
- Hawker Hunter
- Mikoyan-Gurevich MiG-15
- North American F-86 Sabre